# Davide Berio
Davide Berio (Imperia, 18 marzo 1945) è un politico e medico italiano.

## Biografia
Nato a Imperia nel 1945, svolge la professione di medico generale e medico dello sport nella sua città natale. Nel 1995 è candidato a sindaco di Imperia alle prime elezioni dirette, in rappresentanza di una coalizione di centro-sinistra formata da Partito Democratico della Sinistra, Laburisti, Partito della Rifondazione Comunista e la lista civica Progetto Città. Al primo turno ottiene il 33,62% dei voti, e il 7 maggio si aggiudica il ballottaggio con il 55,63% delle preferenze contro lo sfidante Claudio Scajola, sindaco uscente. Nuovamente candidato per un secondo mandato nel 1999, è sconfitto al primo turno da Luigi Sappa di Forza Italia, eletto sindaco con il 59,5% dei voti.